# Adinobotrys vastus
Adinobotrys vastus là một loài thực vật có hoa trong họ Đậu.

## Lịch sử phân loại
Loài này được André Joseph Guillaume Henri Kostermans mô tả khoa học đầu tiên năm 1960 dưới danh pháp Millettia vasta. Năm 1994, Anne M. Schot chuyển nó sang chi Callerya với danh pháp Callerya vasta. Năm 2019, James A. Compton và Brian D. Schrire chuyển nó sang chi Adinobotrys.

## Phân bố
Loài này được tìm thấy trên đảo Borneo: Brunei; Indonesia (Kalimantan); Malaysia (Sabah, Sarawak).